# 第十九军团
第十九军团（拉丁語：Legio XIX）古罗马军队建制名称。由屋大维于公元前41年（一说公元前40年）建立并存在至公元9年。该军团曾先后参加罗马内战等一系列相关军事活动，公元9年在条顿堡森林战役中遭日耳曼人消灭而被撤销番号。